# Gatumdug
Gatumdug, Gatumdu (sum. dga2-tum3-du10) – w mitologii sumeryjskiej bogini miasta-państwa Lagasz, uważana – podobnie jak bogini Bau, z którą ją później utożsamiano – za córkę boga Anu. Nazywana niekiedy „Matką Lagasz” lub „Matką, która założyła Lagasz”. Gudea, władca Lagasz, który odbudował świątynię Ningirsu, w wielkim hymnie poświęconym temu wydarzeniu opisuje swoje odwiedziny w świątyni bogini Gatumdug w czasie podróży do świątyni bogini Nansze, gdzie chciał uzyskać objaśnienie snu. Zwraca się on do bogini Gatumdug jako do matki i ojca zarazem i prosi o opiekę ze strony jej ukochanych bóstw udug i lama. Świątynia bogini Gatumdug znajdowała się początkowo na terenie okręgu świątynnego w Lagasz, lecz później została przeniesiona do Girsu.
Sumeryjski zapis imienia bogini Gatumdug w piśmie klinowym:
|                 |
| dga2-tum3-du10  |
| bogini Gatumdug |